# Joan Paredes
Joan Paredes (Sagunt, Regne de València) fou un compositor valencià del segle xvi. Residí molt de temps a Itàlia, on era molt apreciat, i, segons historiadors va pertànyer a la Capella Sixtina. Cultivà el gènere religiós i el profà citant-se entre les seves composicions en el primer:
- Al Santissim Sagrament, motet a 8 veus
- Clarisimas uces
- ¡Ah de la selva!, a 5 veus
- Si arrepentida vuela, a 3 veus
- Villancico al Santisimo, a 4 veus, amb acompanyament de violins i trompes

Aquestes composicions excepció de l'última que és a El Escorial, són a l'Arxiu de Salamanca, d'altres es troben a la Biblioteca Vaticana, i finalment, la Biblioteca Nacional de Madrid posseeix un manuscrit que fou de Francisco Asenjo Barbieri, titulat Tono humano à 4 de comedia, el qual conté composicions del mateix autor, encara que, no se sap si entre les que s'atribueixen a Paredes n'hi ha alguna d'algun altra músic del mateix nom i cognom que va viure a finals del segle xvii i principis del xviii i fou mestre de les Descalzas reales de Madrid. En l'arxiu d'aquesta se'n conserven algunes de les seves obres autèntiques.